# サンバスンダ

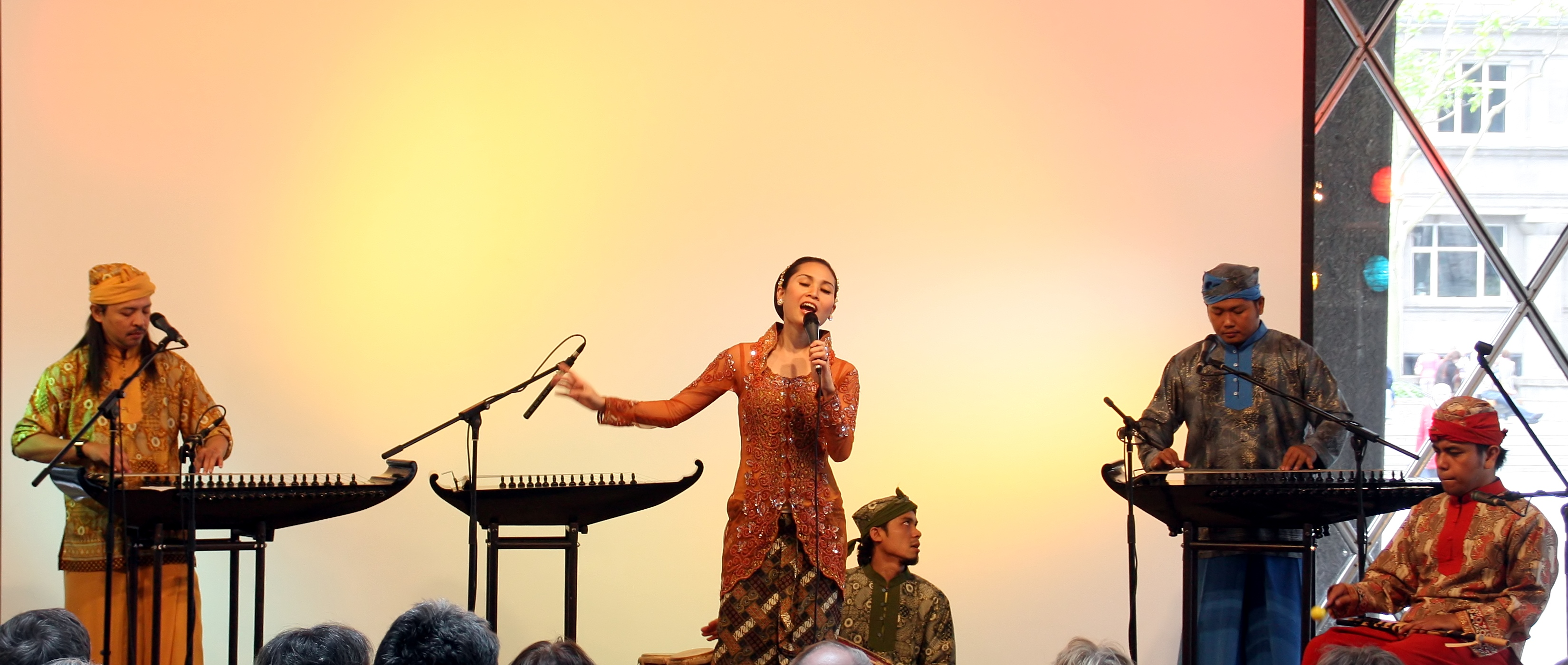
2010年、Cologne

サンバスンダ（インドネシア語: Sambasunda）は、インドネシアの伝統系音楽グループ。西ジャワ州バンドンで結成され、1998年にアルバム「Sambasunda」でデビューした。
中心人物のイスメット・ラヒマット(1968年生)は、グループ結成以前から注目の若手伝統音楽家として知られていて、1989年にミック・ジャガーの公演で客演したり、パレスチナ解放機構のヤーセル・アラファート議長への歓迎式でも演奏したことがあった。
ガムラン音楽、ジャイポンガン、ハリ・ラヤ・ハジ音楽の現代化を試みるグループとして知られ、サルサを取り入れるなど、「生きた伝統音楽グループ」と呼ばれている。
2003年にはイギリスでおこなわれたワールド・ミュージックの見本市「ウォーマッド2003」に出演した。

## ディスコグラフィー

### アルバム
- 1998: Sambasunda
- 2000: Gebyar Bali Jaipong
- 2000: Sunda Bali
- 2000: Takbir & Shdlawat
- 2001: Salsa And Salse

### コンピレーション・アルバム
- 2003: Return To The Greatest